# Безвучни уснено-зубни фрикатив
Безвучни уснено-зубни или лабиодентални фрикатив јесте сугласник који се користи у бројним говорним језицима. Симбол у Међународном фонетском алфабету који представља овај звук је //.

## Карактеристике
Карактеристике безвучног алвеоларног фрикатива:
- Начин артикулације је фрикативни, што значи да је произведен усмеравањем протока ваздушне струје из плућа низ језик до места артикулације, на коме је усредсређена на оштре ивице скоро стиснутих зуба, узрокујући високофреквентну турбуленцију.
- Место артикулације је лабиодентално што значи да се изговара помоћу горњих зуба и доње усне.
- Фонација је безвучна, што значи да гласне жице не трепере током артикулације.

## Појава
Примери језика где се јавља ова фонема:
| Језик            | Језик            | Реч | ИПА        | Значење               | Напомене                                                                                           |
| ---------------- | ---------------- | --- | ---------- | --------------------- | -------------------------------------------------------------------------------------------------- |
| абхаски          | абхаски          | фы |            | 'муња'                | |
| адигејски        | адигејски        | тфы | [tfə]ⓘ     | 'пет'                 | Разликује пулмоналну и избачајну форму.                                                            |
| албански         | албански         | [faqe] грешка: {{lang}}: текст има искошену назнаку (помоћ)                                                                       |            | 'образ'               | |
| арапски          | стандардни       | |            | 'развити'             | |
| јерменски        | источнојерменски | ֆուտբոլ | [fut̪bol]ⓘ  | 'фудбал'              | |
| баскијски        | баскијски        | [fin] грешка: {{lang}}: текст има искошену назнаку (помоћ)                                                                        |            | 'танак'               | |
| каталонски       | каталонски       | [fase] грешка: {{lang}}: текст има искошену назнаку (помоћ)                                                                       |            | 'фаза'                | |
| чеченски         | чеченски         | факс / [faks] грешка: {{lang}}: текст има искошену назнаку (помоћ)                                                                |            | 'факс'                | |
| кинески          | кантонски        | 佛 [fat] грешка: {{lang}}: текст има искошену назнаку (помоћ)                                                                     |            | 'Буда'                | |
| кинески          | мандарински      | [飛] грешка: {{lang}}: непрепозната ознака језика: zh-cmn-Hani (помоћ) [fēi] грешка: {{lang}}: текст има искошену назнаку (помоћ) |            | 'летети'              | |
| коптски          | коптски          | ϥⲧⲟⲟⲩ |            | 'четири'              | |
| чешки            | чешки            | [foukat] грешка: {{lang}}: текст има искошену назнаку (помоћ)                                                                     |            | 'дувати'              | |
| холандски        | холандски        | [fiets] грешка: {{lang}}: текст има искошену назнаку (помоћ)                                                                      |            | 'бицикл'              | |
| енглески         | сви дијалекти    | [fill] грешка: {{lang}}: текст има искошену назнаку (помоћ)                                                                       |            | 'пунити'              | |
| енглески         | балтиморски      | [think] грешка: {{lang}}: текст има искошену назнаку (помоћ)                                                                      |            | 'мислити'             | Само поједини дијалекти естуарског и јужноафричког енглеског. Аналогно гласу у другим дијалектима. |
| енглески         | Кокни            | [think] грешка: {{lang}}: текст има искошену назнаку (помоћ)                                                                      |            | 'мислити'             | Само поједини дијалекти естуарског и јужноафричког енглеског. Аналогно гласу у другим дијалектима. |
| енглески         | естуарски        | [think] грешка: {{lang}}: текст има искошену назнаку (помоћ)                                                                      |            | 'мислити'             | Само поједини дијалекти естуарског и јужноафричког енглеског. Аналогно гласу у другим дијалектима. |
| енглески         | јужноафрички     | [think] грешка: {{lang}}: текст има искошену назнаку (помоћ)                                                                      |            | 'мислити'             | Само поједини дијалекти естуарског и јужноафричког енглеског. Аналогно гласу у другим дијалектима. |
| еве              | еве              | ? |            | 'он је био хладан'    | |
| француски        | француски        | [fabuleuse] грешка: {{lang}}: текст има искошену назнаку (помоћ)                                                                  |            | 'баснослован'         | |
| галицијски       | галицијски       | [faísca] грешка: {{lang}}: текст има искошену назнаку (помоћ)                                                                     |            | 'варница'             | |
| немачки          | немачки          | [fade] грешка: {{lang}}: текст има искошену назнаку (помоћ)                                                                       |            | 'бљутав'              | |
| гоемаи           | гоемаи           | |            | 'дувати'              | |
| грчки            | грчки            | [φύση fysī] грешка: {{lang}}: текст има искошену назнаку (помоћ)                                                                  |            | 'природа'             | |
| гуџаратски       | гуџаратски       | [ફળ faļ] грешка: {{lang}}: текст има искошену назнаку (помоћ)                                                                     |            | 'воће'                | |
| хебрејски        | хебрејски        | סופר |            | 'писац'               | |
| хинди            | хинди            | साफ़ |            | 'чист'                | |
| мађарски         | мађарски         | [figyel] грешка: {{lang}}: текст има искошену назнаку (помоћ)                                                                     |            | 'он/она обраћа пажњу' | |
| италијански      | италијански      | [fantasma] грешка: {{lang}}: текст има искошену назнаку (помоћ)                                                                   |            | 'дух'                 | |
| кабардински      | кабардински      | фыз |            | 'жена'                | |
| кабилски         | кабилски         | [afus] грешка: {{lang}}: текст има искошену назнаку (помоћ)                                                                       |            | 'шака'                | |
| македонски       | македонски       | фонетика |            | 'фонетика'            | |
| малајски         | малајски         | [feri] грешка: {{lang}}: текст има искошену назнаку (помоћ)                                                                       |            | 'ферибот'             | |
| малтешки         | малтешки         | [fenek] грешка: {{lang}}: текст има искошену назнаку (помоћ)                                                                      |            | 'зец'                 | |
| норвешки         | норвешки         | [filter] грешка: {{lang}}: текст има искошену назнаку (помоћ)                                                                     |            | 'филтер'              | |
| пољски           | пољски           | [futro] грешка: {{lang}}: текст има искошену назнаку (помоћ)                                                                      | [ˈfut̪rɔ] ⓘ | 'крзно'               | |
| португалски      | португалски      | [fogo] грешка: {{lang}}: текст има искошену назнаку (помоћ)                                                                       |            | 'ватра'               | |
| румунски         | румунски         | [foc] грешка: {{lang}}: текст има искошену назнаку (помоћ)                                                                        |            | 'ватра'               | |
| руски            | руски            | орфография |            | 'правопис'            | Разликује обичну и палатализовану форму.                                                           |
| словачки         | словачки         | [fúkať] грешка: {{lang}}: текст има искошену назнаку (помоћ)                                                                      |            | 'дувати'              | |
| сомалски         | сомалски         | [feex] грешка: {{lang}}: текст има искошену назнаку (помоћ)                                                                       |            | 'брадавица'           | |
| шпански          | шпански          | [fantasma] грешка: {{lang}}: текст има искошену назнаку (помоћ)                                                                   |            | 'дух'                 | |
| шведски          | шведски          | [fisk] грешка: {{lang}}: текст има искошену назнаку (помоћ)                                                                       |            | 'риба'                | |
| турски           | турски           | [saf] грешка: {{lang}}: текст има искошену назнаку (помоћ)                                                                        |            | 'чисто'               | |
| украјински       | украјински       | Фастів |            | 'Фастив'              | |
| урду             | урду             | ساف |            | 'чист'                | |
| вијетнамски      | вијетнамски      | [pháo] грешка: {{lang}}: текст има искошену назнаку (помоћ)                                                                       |            | 'петарда'             | |
| велшки           | велшки           | [ffon] грешка: {{lang}}: текст има искошену назнаку (помоћ)                                                                       |            | 'штап'                | |
| западнофризијски | западнофризијски | [fol] грешка: {{lang}}: текст има искошену назнаку (помоћ)                                                                        |            | 'пун'                 | |
| нуосу            | нуосу            | ꃚ [fu] грешка: {{lang}}: текст има искошену назнаку (помоћ)                                                                      |            | 'печен'               | |
| запотечки        | тилкиапански     | cafe |            | 'кафа'                | Углавном у позајмљеницама из шпанског.                                                             |